# Cordón de Ituzaingó
El Cordón de Ituzaingó es una condecoración militar otorgada por las Provincias Unidas del Río de la Plata a los integrantes del ejército republicano que vencieron a las tropas del Imperio del Brasil en la batalla de Ituzaingó, librada el 20 de febrero de 1827, durante la Guerra del Brasil. 
Fue otorgada el 19 de marzo de 1827, mediante Decreto del Poder Ejecutivo de las Provincias Unidas del Río de la Plata.

## Descripción
El Cordón de Ituzaingó consiste en una trenza cilíndrica de cuatro y media varas de largo con cabetes y borlas en los extremos o
con cabetes solamente, de oro o de plata, según la jerarquía del premiado; el de seda y el de lana de los sargentos, cabos y soldados, carecen de borlas y de cabetes.Se usaba de la siguiente forma: una trenza chata con tres presillas dispuestas como las hojas del trébol, aseguraba la condecoración en el hombro izquierdo y de ella pendían dos lazos del cordón y los extremos del mismo, trenzados en la parte que debía quedar sobre el pecho y con dos nudos; la extremidad de borla es más larga que la con cabetes, para que aquella colgase del ojal de la casaca.
Se otorgó con las siguientes distinciones:
- El General en Jefe (Carlos María de Alvear) usaría un cordón de oro, encadenado, con borla y cabete del mismo metal;
- Los generales, el mismo cordón y cabete, sin borlas;
- Los jefes, cordón de plata con borla y cabete del mismo metal;
- Los oficiales, el mismo cordón y cabetes, sin borlas;
- Los sargentos y cabos, cordón de seda blanca;
- La tropa, cordón de lana celeste.